# Politique dans le Lot
Cet article donne une vision synthétique de la politique dans le Lot.
Le conseil départemental du Lot et la préfecture se trouvent à Cahors.

## Histoire politique et rapports de force

### De 1958 à 1967
La vie politique lotoise fut marquée par la  forte domination de deux hommes Maurice Faure et Georges Juskiewenski et l'arrivée d'un certain Georges Pompidou qui va réussir une implantation locale dans ce bastion des radicaux.
L'année 1958, marque le retour du général de Gaulle aux affaires et l'événement de la Ve République. le Lot obtient deux sièges de députés (contre trois dans la précédente législature) à l'Assemblée nationale. Les élections de novembre furent marquées par un raz-de-marée gaulliste en France. Dans la première circonscription (Cahors-Gourdon), le maire de Prayssac et député sortant Maurice Faure (Radical) est réélu au second tour avec 24 201 voix après avoir battu au premier tour l'ancien député Abel Bessac (MRP) et son suppléant un certain Bernard Pons. Dans la deuxième (Figeac-Souillac), deux députés sortants s'affrontent, le maire de Figeac et candidat de la SFIO Georges Juskiewenski et Henri Thamier qui porte les couleurs du parti communiste. Juskiewenski arrive en tête et il affrontera Thamier pour le second tour. Faisant le maximum de voix à droite et au centre ainsi que la gauche non communiste, le maire de Figeac sera réélu avec 72,28 % des voix 27,72 pour Henri Thamier.
L'année 1959, voit les municipales de mars avec quelques changements en terre lotoise. L'élection du radical Lucien Bénac à Cahors où il succède à Zacharie Lafage et l'élection du DVD Guy Murat à Cajarc dans une terre marquée par le radical-socialisme. Faure est réélu à Prayssac, Juskiewenski à Figeac, le sénateur Marc Baudru (SFIO) conserve sa mairie de Gourdon tout comme Marcel Bourrières à Montcuq. La gauche domine la majorité des municipalités du département.
En avril, les élections sénatoriales élisent le radical Gaston Monnerville qui sera élu quelques semaines plus tard Président du Sénat et il y assumera la présidence de cette Assemblée jusqu'en 1968.
L'année 1961, voit une nette victoire de la majorité gaulliste lors des cantonales de juin. Dans le Lot, élection du DVG Cassan sur le canton de Lacapelle-Marival, l'ancien sénateur  Louis Garrigou (Radical) est réélu dans le Canton de Lauzès, Georges Juskiewenski (SFIO) et lui aussi réélu sur Canton de Figeac-Ouest. La droite conserve les cantons de Bretenoux avec le maire UNR de Cahus Vaquié et de Lalbenque avec la réélection du DVD Léon Enjalbert.
L'année 1962, marque la dissolution de l'Assemblée par le général à la suite du vote de défiance envers le Premier ministre Georges Pompidou. Les législatives de novembre sont une victoire pour le général et Pompidou. Dans la première circonscription du Lot, le député sortant Maurice Faure est réélu dès le premier tour avec 63,11 % comme le SFIO Georges Juskiewenski lui aussi réélu au premier tour avec 65,86 % contre Henri Thamier.
L'année 1963, voit l'élection de Maurice Faure au conseil général à la suite d'une élection partielle dans le Canton de Montcuq.Pour ce faire, Maurice Faure avait démissionné de son premier mandat de Conseiller Général du canton de Salviac ( où il avait été élu en 1957 dans une autre élection partielle à la suite du décès du docteur Cambornac )
L'année 1964, voit la forte implantation de la gauche lotoise lors des cantonales. Faure est réélu dans son canton et la gauche conserve les cantons de Gourdon avec Baudru, le Canton de Limogne-en-Quercy et prend le canton de Bretenoux ou le gaulliste Armand Vaquié est battu par le candidat de la SFIO Manoul. La droite réalise la conquête de Livernon avec le DVD Delmas et conserve le Canton de Labastide-Murat avec le centriste Faurie.
Gaston Monnerville devient maire de Saint-Céré.
L'année 1965, voit les municipales du 14 et 21 mars où Maurice Faure (Radical) réussit la succession de Lucien Bénac sur Cahors, et il sera remplacé à la mairie de Prayssac par Andrée Faure. Georges Juskiewenski est réélu pour un nouveau mandat à Figeac, comme Baudru à Gourdon, Monnerville à Saint-Céré ou encore le communiste Jaurès Chaudru à Souillac. Le DVD Guy Murat est réélu à Cajarc où il compte dans son conseil un nouveau conseiller municipal en la personne de Georges Pompidou, Premier Ministre.
En décembre, la présidentielle voit s'affronter Charles de Gaulle et François Mitterrand candidat de la gauche. De Gaulle arrive en tête dans le Lot avec 39,34 % des voix contre 36,60 % pour Mitterrand et c'est François Mitterrand qui sera vainqueur au second avec 51,13 % contre 48,87 % des voix pour le général. Mitterrand est tête à Figeac, Puy-l'Évêque, Gourdon, Le général est majoritaire de deux voix seulement à Cahors (50,01 %) et à Cajarc (55 %).
L'année 1966, marque le décès de l'ancien sénateur et conseiller général Louis Garrigou. Lors de la partielle dans le canton de Lauzès, c'est le divers droite Baldy qui sera élu.
L'année 1967 marque une sanction sévère pour la gauche dans le département lors des législatives du 5 et 12 mars où Maurice Faure est en ballottage défavorable face l'UDR Jean-Pierre Dannaud qui arrive en tête au premier tour avec 35,1 % face à Faure que ne recueille seulement 31,7 % et le maire de Puy-l'Évêque Ernest Marcouly (FGDS) 18,7. Au second tour, Maurice Faure sera soutenu par le FGDS et il battra Jean-Pierre Dannaud avec 48,4 % contre 43,4 % dans une triangulaire ou Marcouly refusa de se retirer et il fera 8,2 %. Dans la deuxième, c'est le candidat gaulliste Bernard Pons (ami personnel de Pompidou) qui arrive largement en tête avec 37,6 % et il réalise son meilleur score dans le canton de Cajarc (52,8 %) qui n'est d'autre que le fief de son suppléant Guy Murat. Le député sortant Georges Juskiewenski arrive en seconde position avec 27,8 suivi du communiste Thamier avec 25,7. Juskiewenski se retire et c'est Pons qui sera élu avec 54,38 % contre 45,62 % pour Henri Thamier. C'est la première fois sous la Ve République que le Lot envoie un député de droite à l'Assemblée Nationale.
Les cantonales de septembre et octobre voient la conquête de plusieurs cantons pour l'UDR comme celui de Lauzès ou Dannaud succède à Baldy, Cajarc avec l'élection de justesse du député Bernard Pons contre le sortant Gilbert Maillebiau et Luzech avec le gaulliste André Carle.

### De 1968 à 1978
La vie politique lotoise fut marquée par la présence du gaulliste Bernard Pons futur ministre et secrétaire général du RPR.
L'année 1968, marque les événements de mai 68 ou le général de Gaulle, prend la décision de dissoudre l'Assemblée nationale. Les résultats des élections sont un plébiscite pour l'UDR et ses alliés. Dans le Lot, le radical Maurice Faure est réélu de justesse avec 50,59 % contre Jean-Pierre Dannaud (UDR) dans la première circonscription. Dans la deuxième, Bernard Pons est réélu dans une triangulaire avec 48,20 % contre le journaliste Martin Malvy (FGDS) qui obtient 38,80 % et l'ancien député Georges Juskiewenski (DVG) 13 %.
L'année 1969, marque le départ du général à la suite de son échec lors du référendum et l'élection de Georges Pompidou à l'Élysée avec 58,21 %. Dans le département du Lot ou il possède une maison à Cajarc. le candidat Pompidou arrive largement en tête avec 47,58 % lors du premier tour ou il est soutenu par le maire de Figeac et ancien député SFIO Georges Juskiewenski. Georges Pompidou sera victorieux au second tour sur les terres lotoise avec 58,76 % des voix contre 41,24 % pour Alain Poher. Pompidou est majoritaire à Cahors, Cajarc ou encore Figeac. Le 22 juin, Bernard Pons fait son entrée dans le Gouvernement Chaban-Delmas comme secrétaire d'état à l'Agriculture. C'est son suppléant le maire de Cajarc Guy Murat qui le remplace dans l'hémicycle.
L'année 1970, marque une victoire de la droite lors des cantonales de mars. Mais la gauche conserve la majorité au Conseil général ou Gaston Monnerville garde la présidence. La victoire de Vaquié (UDR) qui prend sa revanche sur Manoul dans le canton de Bretenoux, Gineste dans celui de Saint-Céré et le centriste Faurie obtient un nouveau mandat dans le canton de Labastide-Murat. Martin Malvy est élu dans le canton de Vayrac, Lucien Cabanès succède à l'ancien sénateur Marc Baudru dans le Canton de Gourdon.
L'année 1971, fut celle des municipales du mois de mars ou la gauche est à nouveau majoritaire avec les réélections de Faure à Cahors, Juskiewenski à Figeac, Andrée Faure à Prayssac. Élection d'André Miquel à Montcuq ou il succède à Marcel Bourrières (maire depuis 1944). les gaullistes subissent un terrible revers avec la défaite de Pons face à Jaurès Chadru (PCF) à Souillac, le député Guy Murat est battu au premier tour face au radical de gauche Guy Mirabel à Cajarc. Seule la victoire de Jean-Pierre Dannaud à Gourdon sauve la droite lotoise d'un véritable Waterloo.
Maurice Faure succède à Gaston Monnerville à la présidence du conseil général.
L'année 1973, marque les élections législatives du 4 et 11 mars ou la gauche est majoritaire en voix. Dans la première circonscription, le maire MRG de Cahors Maurice Faure est réélu sans difficultés face au maire de Lacapelle-Marival Jean-Gabriel Costes. Bernard Pons (UDR) est réélu de justesse avec 50,30 % des voix face au conseiller général et candidat du PS Martin Malvy. Seulement 265 voix d'avance pour Pons et cela poussera Malvy à demander l'annulation de l'élection au Conseil d'état, mais sa demande sera refusée. Bernard Pons quitte le gouvernement pour siéger à l'Assemblée nationale.
En septembre, se déroule les cantonales ou la droite est battu par les socialistes et les radicaux. Dannaud cède son siège de conseiller général au MRG Louis Baldy, Pons est réélu dans le canton de Cajarc, le maire de Gramat Jean Dumas est élu dans son canton, Robert Bories (UDR) fait la conquête de Figeac-Est. Faure conserver la présidence du conseil général avec Martin Malvy comme vice-président.
L'année 1974, marque le décès du Président Georges Pompidou et l'élection de son ministre des Finances Valéry Giscard d'Estaing à la Présidence de la république. Dans le Lot, François Mitterrand est vainqueur avec 53,91 % contre 46,09 pour Giscard. Mitterrand arrive en tête à Gourdon (58,26 %), Cahors (53,37 %) et Figeac (52 %). Alors que le candidat Giscard est majoritaire à Gramat et Rocamadour.
Le 6 septembre 1974, marque le décès du maire de Figeac et ancien député Georges Juskiewenski à l'âge de 66 ans, c'est le socialiste Bernard Fontanges qui lui succède à la mairie et Marcel Costes au conseil général.
L'année 1976, fut celle des cantonales avec la nette victoire de la gauche face à l'UDR. Dans le département du Lot, la droite subie encore un échec et l'union PS-MRG conforte aisément leur majorité. La gauche reprend les cantons de Saint-Céré ou Gineste est battu par le socialiste Bernard Martignac, Labastide-Murat ou encore Bretenoux.
L'année 1977, marque l'éclatante victoire de la gauche lors des municipales de mars ou le pays sanctionne la politique mené par le gouvernement de Raymond Barre. Dans le Lot, Maurice Faure est triomphalement réélu au premier tour à Cahors avec 65,64 % des voix, le candidat de droite Gayet obtient seulement 30,47 %, à Cajarc le MRG Guy Mirabel est lui aussi réélu. Camille Couture succède à Andrée Faure à la mairie de Prayssac, Henri Dernancourt doit céder son fauteuil de maire au PS Paul Monty-Aly à Montcuq et la gauche retrouve Gourdon avec la victoire du MRG Jean-Lucien Cabanès. À Figeac, Bernard Pons et Martin Malvy se disputent la succession de Bernard Fontages et c'est Malvy qui sortira largement vainqueur de ce duel face au député RPR. Le RPR conserve Gramat avec la réélection de Jean Dumas et réalise la conquête de Souillac avec l'élection du jeune universitaire Alain Chastagnol qui met fin à plusieurs années de gestion communiste sur cette commune.
L'année 1978 voit s'approcher les élections législatives où Bernard Pons sait que la partie est perdue dans son département et il décide de partir s'implanter dans l'Essonne. Maurice Faure est réélu au second tour avec 60,86 % contre le candidat RPR Alain Dauga. Le troisième tentative fut la bonne pour Martin Malvy qui l'emporte au second tour avec 55,44 % contre 44,56 % pour le jeune maire de Souillac Alain Chastagnol.

## Représentation politique et administrative

### Préfets et arrondissements

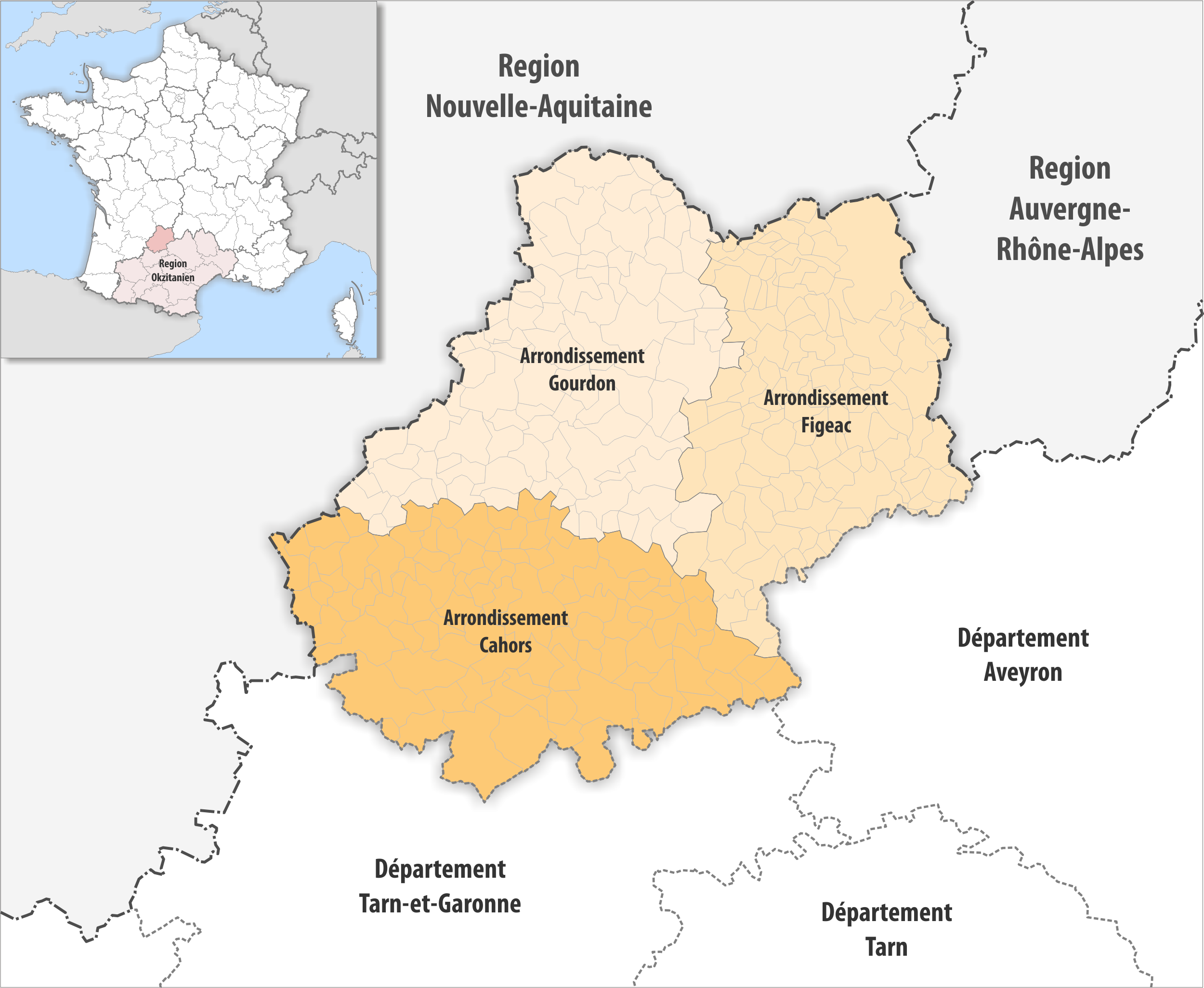
Carte des arrondissements du Lot en 2019.

Le département du Lot est découpé en trois arrondissements regroupant les cantons suivants :
- Arrondissement de Cahors : 
Cahors-Nord-Est, Cahors-Nord-Ouest, Cahors-Sud, Castelnau-Montratier, Catus, Cazals, Lalbenque, Lauzès, Limogne-en-Quercy, Luzech, Montcuq, Puy-l'Évêque, Saint-Géry.
- Arrondissement de Figeac : 
Bretenoux, Cajarc, Figeac-Est, Figeac-Ouest, Lacapelle-Marival, Latronquière, Livernon, Saint-Céré, Sousceyrac.
- Arrondissement de Gourdon : 
Gourdon, Gramat, Labastide-Murat, Martel, Payrac, Saint-Germain-du-Bel-Air, Salviac, Souillac, Vayrac.

Depuis le redécoupage cantonal de 2014, un canton peut contenir des communes provenant de plusieurs arrondissements. Cela concerne les quatre cantons lotois suivants : Causse et Bouriane, Causse et Vallées, Gramat et Puy-l'Évêque.
|               | Identité           | Circonscription administrative | Anciennes fonctions                                 |
| ------------- | ------------------ | ------------------------------ | --------------------------------------------------- |
| Préfète       | Claire Raulin      | Lot                            | Ambassadrice, représentante permanente au CoPS      |
| Sous-préfètes | Anne-Cécile Vialle | Arr. de Figeac                 | Cheffe de bureau à l'UNICEF                         |
| Sous-préfètes | Amel Tir           | Arr. de Gourdon                | Directrice de cabinet à la préfecture du Val-d'Oise |

### Députés et circonscriptions législatives
Depuis le découpage électoral de 1986, le département comprend deux circonscriptions regroupant les cantons suivants :
- 1re circonscription : Cahors-Nord-Est, Cahors-Nord-Ouest, Cahors-Sud, Castelnau-Montratier, Catus, Cazals, Gourdon, Labastide-Murat, Lalbenque, Lauzès, Luzech, Montcuq, Payrac, Puy-l'Évêque, Saint-Germain-du-Bel-Air, Saint-Géry, Salviac.
- 2e circonscription : Bretenoux, Cajarc, Figeac-Est, Figeac-Ouest, Gramat, Lacapelle-Marival, Latronquière, Limogne-en-Quercy, Livernon, Martel, Saint-Céré, Souillac, Sousceyrac, Vayrac.

À la suite du redécoupage des cantons de 2014, les circonscriptions législatives ne sont plus composées de cantons entiers mais continuent à être définies selon les limites cantonales en vigueur en 2010. Les circonscriptions sont ainsi composées des cantons actuels suivants :
- 1re circonscription : Cahors-1, Cahors-2, Cahors-3, Causse et Bouriane, Causse et Vallées (en partie), Gourdon, Luzech, Marches du Sud-Quercy (sauf les communes de Beauregard, Concots, Laramière, Limogne-en-Quercy, Lugagnac, Promilhanes, Saillac, Varaire et Vidaillac), Puy-l'Évêque, Souillac (communes de Calès, Fajoles, Lamothe-Fénelon, Loupiac, Masclat, Nadaillac-de-Rouge, Payrac, Reilhaguet et Le Roc).
- 2e circonscription : Causse et Vallées (en partie), Cère et Ségala, Figeac-1, Figeac-2, Gramat, Lacapelle-Marival, Marches du Sud-Quercy (communes de Beauregard, Concots, Laramière, Limogne-en-Quercy, Lugagnac, Promilhanes, Saillac, Varaire et Vidaillac), Martel, Saint-Céré, Souillac (communes de Gignac, Lacave, Lachapelle-Auzac, Lanzac, Mayrac, Meyronne, Pinsac, Saint-Sozy et Souillac).

Députés du Lot en 2024.

| Circ. | Nom                |  | Parti | Groupe                  | Suppléant        |
| ----- | ------------------ |  | ----- | ----------------------- | ---------------- |
| 1re   | Aurélien Pradié    |  | DC    | Non-inscrit             | Brigitte Rivière |
| 2e    | Christophe Proença |  | PS    | Socialiste et apparenté | Hélène Gazal     |

### Sénateurs
Dans le Lot, deux sièges sont à pourvoir lors du scrutin de septembre 2023, soit le même nombre qu'en 2017. À la différence de départements plus peuplés qui élisent leurs sénateurs au scrutin de liste, les grands électeurs lotois désignent leurs deux représentants à la chambre haute au scrutin majoritaire plurinominal.
Au premier tour, Jean-Marc Vayssouze-Faure est élu avec	410 voix et 63,57 % des suffrages exprimés tandis que la sénatrice sortante Angèle Préville termine en troisième position derrière le radical Raphaël Daubet. Au second tour, après le retrait des autres candidats, seuls restent deux prétendants et c'est Raphaël Daubet qui remporte le deuxième siège avec 376 voix et 58,93 %.
|  | Identité                  | Étiquette | Groupe                                        | Autres mandats (passés ou actuels)                                             |
|  | ------------------------- | --------- | --------------------------------------------- | ------------------------------------------------------------------------------ |
|  | Jean-Marc Vayssouze-Faure | PS        | Socialiste, écologiste et républicain         | Maire de Cahors (2008 → 2023) Président du Grand Cahors (2010 → 2023)          |
|  | Raphaël Daubet            | PRG       | Rassemblement démocratique et social européen | Maire de Martel (2020 → 2023) Conseiller départemental de Martel (2021 → 2023) |

### Conseillers régionaux
Le conseil régional d'Occitanie compte 158 membres élus pour six ans dont 5 représentant le Lot. Dans le détail, 3 sièges ont été obtenus par la liste d'union à gauche avec des écologistes « L'Occitanie en commun » et 2 sièges par l'union de la droite (« Du courage pour l'Occitanie »).
| Marie Piqué *        |  | PCF | 01 | Union de la gauche | Communiste Republicain et Citoyen   |
| Vincent Labarthe *   |  | PS  | 02 | Union de la gauche | Socialistes et Citoyens d'Occitanie |
| Geneviève Lasfargues |  | PRG | 03 | Union de la gauche | Radicaux de Gauche et Citoyens      |
| Brigitte Rivière     |  | LR  | 01 | Union de la droite | L'Occitanie courageuse              |
| Sébastien Nodari     |  | LR  | 02 | Union de la droite | L'Occitanie courageuse              |
| * Vice-président(e)  |  |     |    |                    |                                     |

### Conseillers départementaux
Depuis le redécoupage cantonal de 2014, le nombre de cantons est passé de 31 à 17 avec un binôme paritaire élu dans chacun d'entre eux, soit 34 conseillers départementaux. À l'issue des élections départementales de 2015, le socialiste dissident Serge Rigal est réélu à la présidence du conseil départemental par 24 voix contre 9 pour Geneviève Lagarde, candidate investie par les militants du PS.
Le 1er juillet 2021, à la suite des élections départementales, Serge Rigal est réélu pour un troisième mandat avec 30 voix sur 34. On compte par ailleurs trois bulletins nuls et un bulletin blanc.
| Canton                | Conseillers              | Partis | Partis | Groupes                    |
| --------------------- | ------------------------ | ------ | ------ | -------------------------- |
| Cahors-1              | Martine Hilt             |        | DVD    | Radical et indépendants    |
| Cahors-1              | Denis Marre              |        | DVD    | Radical et indépendants    |
| Cahors-2              | Véronique Arnaudet       |        | DVG    | PS, EELV et divers gauches |
| Cahors-2              | Francesco Testa          |        | LÉ     | PS, EELV et divers gauches |
| Cahors-3              | Vincent Bouillaguet      |        | PS     | PS, EELV et divers gauches |
| Cahors-3              | Nelly Ginestet           |        | PS     | Socialistes et citoyens    |
| Causse et Bouriane    | Serge Rigal              |        | DVG    | Socialistes et citoyens    |
| Causse et Bouriane    | Amélie Vacossin          |        | DVG    | Socialistes et citoyens    |
| Causse et Vallées     | Frédéric Decremps        |        | RE     | Radical et indépendants    |
| Causse et Vallées     | Françoise Lapergue       |        | RE     | Radical et indépendants    |
| Cère et Ségala        | Claire Delande-Cattiaux  |        | PS     | PS, EELV et divers gauches |
| Cère et Ségala        | Christophe Proença       |        | PS     | Socialistes et citoyens    |
| Figeac-1              | Marie-France Colomb      |        | PS     | Socialistes et citoyens    |
| Figeac-1              | André Mellinger          |        | PS     | Socialistes et citoyens    |
| Figeac-2              | Guillaume Baldy          |        | PRG    | Radical et indépendants    |
| Figeac-2              | Anne Laporterie          |        | DVG    | Socialistes et citoyens    |
| Gourdon               | Frederic Gineste         |        | PS     | Socialistes et citoyens    |
| Gourdon               | Édith Lagarde            |        | DVG    | Socialistes et citoyens    |
| Gramat                | Caroline Mey-Fau         |        | PS     | Socialistes et citoyens    |
| Gramat                | Alfred Terlizzi          |        | PS     | PS, EELV et divers gauches |
| Lacapelle-Marival     | Pascal Lewicki           |        | DVG    | Socialistes et citoyens    |
| Lacapelle-Marival     | Catherine Prunet         |        | DVG    | Socialistes et citoyens    |
| Luzech                | Marc Gastal              |        | DVG    | Socialistes et citoyens    |
| Luzech                | Maryse Maury             |        | DVG    | Radical et indépendants    |
| Marches du Sud-Quercy | Dominique Marin          |        | DVG    | Socialistes et citoyens    |
| Marches du Sud-Quercy | Catherine Marlas         |        | PS     | Socialistes et citoyens    |
| Martel                | Jean-Christophe Cid      |        | DVG    | Radical et indépendants    |
| Martel                | Gaëligue Jos             |        | PS     | PS, EELV et divers gauches |
| Puy-l'Évêque          | Rémi Branco              |        | PS     | Socialistes et citoyens    |
| Puy-l'Évêque          | Véronique Chassain       |        | PS     | Socialistes et citoyens    |
| Saint-Céré            | Dominique Bizat          |        | PS     | PS, EELV et divers gauches |
| Saint-Céré            | Jean-Pierre Jammes       |        | PS     | PS, EELV et divers gauches |
| Souillac              | Violaine Delpech-Fraysse |        | PS     | Socialistes et citoyens    |
| Souillac              | Régis Villepontoux       |        | PS     | PS, EELV et divers gauches |

Le 1er juillet 2021, lors de la session d'installation du conseil départemental, cinq vice-présidentes et cinq vice-présidents ont été élus.
|     | Identité           | Groupe | Attributions                                                              |
| --- | ------------------ | ------ | ------------------------------------------------------------------------- |
| 1re | Nelly Ginestet     | SOC    | Action sociale, protection de l'enfance et lutte contre les exclusions    |
| 2e  | Christophe Proença | SOC    | Attractivité, tourisme et sport                                           |
| 3e  | Catherine Marlas   | SOC    | Transition écologique et énergétique et logement                          |
| 4e  | André Mellinger    | SOC    | Infrastructures et usages numériques                                      |
| 5e  | Maryse Maury       | RI     | Personnes âgées et personnes handicapées                                  |
| 6e  | Guillaume Baldy    | RI     | Finances et rapporteur du budget                                          |
| 7e  | Catherine Prunet   | SOC    | Culture, éducation et jeunesse                                            |
| 8e  | Rémi Branco        | SOC    | Agriculture et aménagement solidaire des territoires                      |
| 9e  | Caroline Mey-Fau   | SOC    | Patrimoine historique, archéologie préventive et archives départementales |
| 10e | Frédéric Gineste   | SOC    | Infrastructures de mobilité                                               |

Par ailleurs, Anne Laporterie (Figeac-2, Socialistes et citoyens) est conseillère déléguée chargée de l'ingénierie territoriale.
Groupes politiques
Le conseil départemental du Lot compte trois groupes politiques :  
| Groupe                     | Sigle | Président/Co-présidents            | Effectif |
| -------------------------- | ----- | ---------------------------------- | -------- |
| PS, EELV et divers gauches | PED   | Gaëligue Jos                       | 9        |
| Socialistes et citoyens    | SOC   | Pascal Lewicki et Caroline Mey-Fau | 18       |
| Radical et indépendants    | RI    | Guillaume Baldy                    | 7        |

### Présidents d'intercommunalités

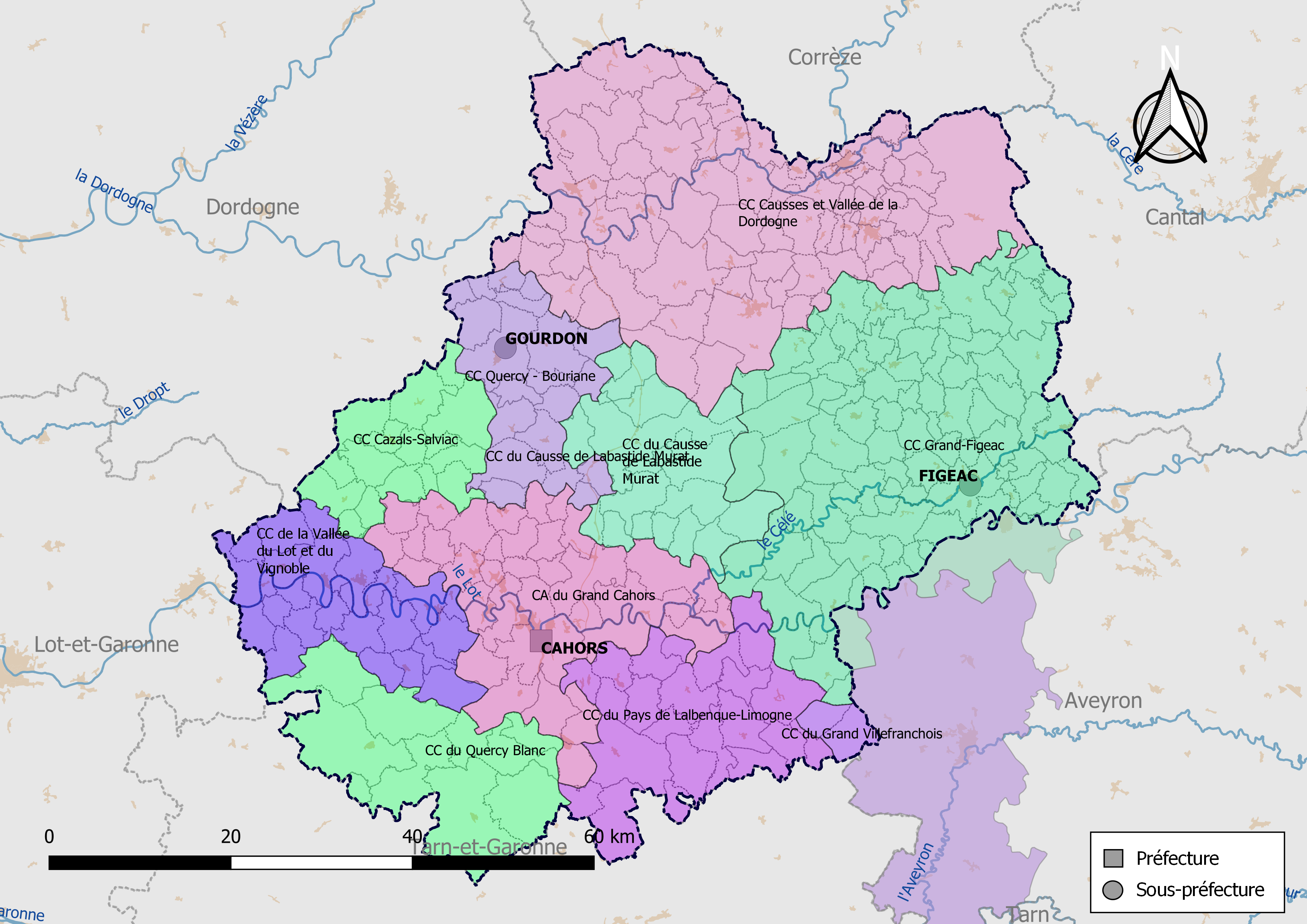
Carte des EPCI du Lot au 1er janvier 2019.

|    | Intercommunalité                 | Président           | Parti | Parti | Élection | Population |
| -- | -------------------------------- | ------------------- | ----- | ----- | -------- | ---------- |
| CC | Le Causse de Labastide-Murat     | Sophie Sarfati      |       | RE    | 2023     | 3 918      |
| CC | Causses et Vallée de la Dordogne | Christophe Proença  |       | PS    | 2023     | 45 107     |
| CC | Cazals-Salviac                   | Mireille Figeac     |       | PS    | 2020     | 5 384      |
| CA | Grand Cahors                     | Jean-Luc Marx       |       | DVG   | 2023     | 42 202     |
| CC | Grand Figeac                     | Vincent Labarthe    |       | PS    | 2018     | 43 818     |
| CC | Pays de Lalbenque-Limogne        | Jean-Claude Sauvier |       | PCF   | 2020     | 8 743      |
| CC | Quercy Blanc                     | Bernard Vignals     |       | DVG   | 2020     | 7 724      |
| CC | Quercy-Bouriane                  | Jean-Marie Courtin  |       | DVD   | 2020     | 10 047     |
| CC | Vallée du Lot et du Vignoble     | Serge Bladinières   |       | RE    | 2014     | 14 466     |

### Maires

Carte des 313 communes du Lot au 1er janvier 2019.

| Commune    | Maire              |  | Parti | Élection | Population |
| ---------- | ------------------ |  | ----- | -------- | ---------- |
| Cahors     | Jean-Luc Marx      |  | DVG   | 2023     | 19 902     |
| Figeac     | André Mellinger    |  | PS    | 2014     | 9 757      |
| Gourdon    | Jean-Marie Courtin |  | DVD   | 2020     | 4 080      |
| Gramat     | Michel Sylvestre   |  | RE    | 2014     | 3 496      |
| Pradines   | Denis Marre        |  | DVD   | 2014     | 3 600      |
| Prayssac   | Fabienne Sigaud    |  | DVG   | 2017     | 2 500      |
| Saint-Céré | Dominique Bizat    |  | PS    | 2020     | 3 449      |
| Souillac   | Gilles Liébus      |  | RE    | 2020     | 3 199      |

## Résultats électoraux

### Élections législatives
| 2024 | 2024 | 2024 | 2024 | 2024 | 2024 | 2024 | 2024 | 2024 |                                                        | Aurélien Pradié                                        |                                                        | Christophe Proença                                     |                                                        |                                                        |                                                        |                                                        |                                                        |                                                        |                                                        |                                                        |                                                        |                                                        |                                                        |                                                        |                                                        |                                                        |
| 2022 | 2022 | 2022 | 2022 | 2022 | 2022 | 2022 | 2022 | 2022 |                                                        | Aurélien Pradié                                        |                                                        | Huguette Tiegna                                        |                                                        |                                                        |                                                        |                                                        |                                                        |                                                        |                                                        |                                                        |                                                        |                                                        |                                                        |                                                        |                                                        |                                                        |
| 2017 | 2017 | 2017 | 2017 | 2017 | 2017 | 2017 | 2017 | 2017 |                                                        | Aurélien Pradié                                        |                                                        | Huguette Tiegna                                        |                                                        |                                                        |                                                        |                                                        |                                                        |                                                        |                                                        |                                                        |                                                        |                                                        |                                                        |                                                        |                                                        |                                                        |
| 2012 | 2012 | 2012 | 2012 | 2012 | 2012 | 2012 | 2012 | 2012 |                                                        | Dominique Orliac                                       |                                                        | Jean Launay                                            |                                                        |                                                        |                                                        |                                                        |                                                        |                                                        |                                                        |                                                        |                                                        |                                                        |                                                        |                                                        |                                                        |                                                        |
| 2007 | 2007 | 2007 | 2007 | 2007 | 2007 | 2007 | 2007 | 2007 |                                                        | Dominique Orliac                                       |                                                        | Jean Launay                                            |                                                        |                                                        |                                                        |                                                        |                                                        |                                                        |                                                        |                                                        |                                                        |                                                        |                                                        |                                                        |                                                        |                                                        |
| 2002 | 2002 | 2002 | 2002 | 2002 | 2002 | 2002 | 2002 | 2002 |                                                        | Michel Roumégoux                                       |                                                        | Jean Launay                                            |                                                        |                                                        |                                                        |                                                        |                                                        |                                                        |                                                        |                                                        |                                                        |                                                        |                                                        |                                                        |                                                        |                                                        |
| 1997 | 1997 | 1997 | 1997 | 1997 | 1997 | 1997 | 1997 | 1997 |                                                        | Bernard Charles                                        |                                                        | Martin Malvy                                           |                                                        |                                                        |                                                        |                                                        |                                                        |                                                        |                                                        |                                                        |                                                        |                                                        |                                                        |                                                        |                                                        |                                                        |
| 1993 | 1993 | 1993 | 1993 | 1993 | 1993 | 1993 | 1993 | 1993 |                                                        | Bernard Charles                                        |                                                        | Martin Malvy                                           |                                                        |                                                        |                                                        |                                                        |                                                        |                                                        |                                                        |                                                        |                                                        |                                                        |                                                        |                                                        |                                                        |                                                        |
| 1988 | 1988 | 1988 | 1988 | 1988 | 1988 | 1988 | 1988 | 1988 |                                                        | Bernard Charles                                        |                                                        | Martin Malvy                                           |                                                        |                                                        |                                                        |                                                        |                                                        |                                                        |                                                        |                                                        |                                                        |                                                        |                                                        |                                                        |                                                        |                                                        |
| 1986 | 1986 | 1986 | 1986 | 1986 | 1986 | 1986 | 1986 | 1986 | Scrutin proportionnel plurinominal par département (2) | Scrutin proportionnel plurinominal par département (2) | Scrutin proportionnel plurinominal par département (2) | Scrutin proportionnel plurinominal par département (2) | Scrutin proportionnel plurinominal par département (2) | Scrutin proportionnel plurinominal par département (2) | Scrutin proportionnel plurinominal par département (2) | Scrutin proportionnel plurinominal par département (2) | Scrutin proportionnel plurinominal par département (2) | Scrutin proportionnel plurinominal par département (2) | Scrutin proportionnel plurinominal par département (2) | Scrutin proportionnel plurinominal par département (2) | Scrutin proportionnel plurinominal par département (2) | Scrutin proportionnel plurinominal par département (2) | Scrutin proportionnel plurinominal par département (2) | Scrutin proportionnel plurinominal par département (2) | Scrutin proportionnel plurinominal par département (2) | Scrutin proportionnel plurinominal par département (2) |
| 1981 | 1981 | 1981 | 1981 | 1981 | 1981 | 1981 | 1981 | 1981 |                                                        | Maurice Faure                                          |                                                        | Martin Malvy                                           |                                                        |                                                        |                                                        |                                                        |                                                        |                                                        |                                                        |                                                        |                                                        |                                                        |                                                        |                                                        |                                                        |                                                        |
| 1978 | 1978 | 1978 | 1978 | 1978 | 1978 | 1978 | 1978 | 1978 |                                                        | Maurice Faure                                          |                                                        | Martin Malvy                                           |                                                        |                                                        |                                                        |                                                        |                                                        |                                                        |                                                        |                                                        |                                                        |                                                        |                                                        |                                                        |                                                        |                                                        |
| 1973 | 1973 | 1973 | 1973 | 1973 | 1973 | 1973 | 1973 | 1973 |                                                        | Maurice Faure                                          |                                                        | Bernard Pons                                           |                                                        |                                                        |                                                        |                                                        |                                                        |                                                        |                                                        |                                                        |                                                        |                                                        |                                                        |                                                        |                                                        |                                                        |
| 1968 | 1968 | 1968 | 1968 | 1968 | 1968 | 1968 | 1968 | 1968 |                                                        | Maurice Faure                                          |                                                        | Bernard Pons                                           |                                                        |                                                        |                                                        |                                                        |                                                        |                                                        |                                                        |                                                        |                                                        |                                                        |                                                        |                                                        |                                                        |                                                        |
| 1967 | 1967 | 1967 | 1967 | 1967 | 1967 | 1967 | 1967 | 1967 |                                                        | Maurice Faure                                          |                                                        | Bernard Pons                                           |                                                        |                                                        |                                                        |                                                        |                                                        |                                                        |                                                        |                                                        |                                                        |                                                        |                                                        |                                                        |                                                        |                                                        |
| 1962 | 1962 | 1962 | 1962 | 1962 | 1962 | 1962 | 1962 | 1962 |                                                        | Maurice Faure                                          |                                                        | Georges Juskiewenski                                   |                                                        |                                                        |                                                        |                                                        |                                                        |                                                        |                                                        |                                                        |                                                        |                                                        |                                                        |                                                        |                                                        |                                                        |
| 1958 | 1958 | 1958 | 1958 | 1958 | 1958 | 1958 | 1958 | 1958 |                                                        | Maurice Faure                                          |                                                        | Georges Juskiewenski                                   |                                                        |                                                        |                                                        |                                                        |                                                        |                                                        |                                                        |                                                        |                                                        |                                                        |                                                        |                                                        |                                                        |                                                        |

| 1956 | 1956 | 1956 | 1956 | 1956 | 1956 | 1956 | 1956 | 1956 |  | Maurice Faure     |  | Georges Juskiewenski |  | Henri Thamier |
| 1951 | 1951 | 1951 | 1951 | 1951 | 1951 | 1951 | 1951 | 1951 |  | Abel Bessac       |  | Maurice Faure        |  | Jean Rougier  |
| 1946 | 1946 | 1946 | 1946 | 1946 | 1946 | 1946 | 1946 | 1946 |  | Georges Archidice |  | Abel Bessac          |  | Henri Thamier |

### Élections municipales
| Commune    | Parti (2020) | Parti (2014) | Parti (2008) | Parti (2001) | Parti (1995) | Parti (1989) | Parti (1983) | Parti (1977) |
| ---------- | ------------ | ------------ | ------------ | ------------ | ------------ | ------------ | ------------ | ------------ |
| Cahors     | PS           | PS           | PS           | UDF          | Radical      | MRG          | MRG          | MRG          |
| Figeac     | PS           | PS           | PS           | PS           | PS           | PS           | PS           | PS           |
| Gourdon    | DVD          | PS           | PS           | DVD          | DVD          | PS           | MRG          | MRG          |
| Gramat     | RE           | PS           | DVD          | DVD          | DVD          | RPR          | RPR          | RPR          |
| Pradines   | DVD          | DVD          | DVG          | DVG          | DVG          | DVG          | DVG          | DVG          |
| Prayssac   | RE           | DVG          | PS           | PS           | PS           | PS           | SE           | SE           |
| Saint-Céré | PS           | DVD          | DVD          | DVD          | DVD          | MRG          | MRG          | n.c.         |
| Souillac   | RE           | UMP          | PS           | RPR          | RPR          | RPR          | RPR          | RPR          |